# Francesc Xavier Balagueró i Ràfols
Francesc Xavier Balagueró i Ràfols (Barcelona, 1923 - Barcelona, 13 de juny de 2018) era un polític català i antic dirigent d'Estat Català.
Després de la Guerra Civil espanyola contactà amb algun militant que havia quedat aquí i veient que no existia cap estructura del Partit, juntament amb Jordi Renom i Guàrdia, l'Àngel Cortés, Ventura Niubò, Joan Barguedà, Miquel Solé i Narcís Vallvé van constituir una comissió política i fou nomenat secretari general de les Joventuts d'Estat Català. El 1944 va tenir contactes per a la reactivació del partit amb Vicenç Borrell, que era l'últim secretari general i amb Josep Planchart i Martori. El 1946 deixen d'anomenar-se Joventuts i es converteixen en el Partit a l'interior. El Consell Regional de Delegacions va decidir la continuïtat de Francesc Xavier Balagueró i Ràfols com a secretari general, càrrec que ocupà fins a la transició. No obstant va continuar vinculat al Partit com a conseller del secretariat i la direcció del Partit i va participar en les candidatures en els diversos processos electorals que el partit va participar.
Gran afeccionat a la música, als anys quaranta i juntament amb Josep Fornas, Jordi Giró, Anna Ricci i Robert Sardà va fundar la Societat Stravinsky, que aglutinava seguidors de la música contemporània.